# رضا اردکانیان
رضا اردکانیان (زادهٔ ۱۳۳۷ یزد) سیاستمدار، مدرس دانشگاه و مدیر ارشد اجرایی ایرانی است که در دولت دوازدهم سمت وزیر نیرو ایران را برعهده داشت. او همچنین دانشیار دانشگاه صنعتی شریف است.
او فعالیت سیاسی خود را از سال ۱۳۶۴ به عنوان رئیس دفتر وزیر کشور آغاز کرد و از ۱۳۶۶ تا ۱۳۶۸ معاونت امور عمرانی وزارت کشور را برعهده داشت. او در سال ۱۳۶۸ به وزارت نیرو رفت و در ۱۳۶۸ تا ۱۳۷۰ معاون برنامه‌ریزی و هماهنگی امور اقتصادی وزیر نیرو بود. وی از ۱۳۷۷ تا ۱۳۸۰ به عنوان قائم‌مقام وزیر نیرو فعالیت می‌کرد.
اردکانیان از ۱۳۸۰ تا ۱۳۸۴ در دولت هشتم معاونت وزیر نیرو در امور آب بود. در این زمان با پیگیری این معاونت لایحه تبدیل ادارات آب منطقه‌ای به شرکت‌های آب استانی تصویب و اجرا شد که مدیریت منابع آب کشور را از حوضه‌ای به استانی تغییر داد و زمینه درگیری آب بین استان‌ها و اقوام در ایران به ضرر محیط زیست فراهم شد. همچنین نهادی به نام «شورای عالی آب» برای تصمیم‌گیری فرادستگاهی در مورد مسائل آب کشور ایجاد شد که تصمیم‌گیری و مسئولیت مدیریت منابع و بازار آب را از ساختار تخصصی خود در وزارت نیرو خارج کرد و به صورت شورایی درآورد. اردکانیان در سال ۱۳۹۶ وزیر نیروی دولت یازدهم شد. از اقدامات مهم وزارت نیرو در این دوره اجرای طرح «برق و آب امید» بود. این طرح با تشدید نظام پلکانی این قبوض، با وعده پرداخت آب و برق رایگان به ۸٫۴ میلیون نفر در ابتدا و در نهایت به ۳۰ میلیون نفر اجرا شد که رئیس جمهور، حسن روحانی این طرح را برق مجانی برای مستضعفین برای اولین بار بعد انقلاب نامید. از اقدامات مهم درگیر وی در دوره وزارت، نسبت دادن پیگیری‌ها برای ساخت نیروگاه به «فشار مافیا» جمله «به هیچ‌وجه فشار مافیای نیروگاه‌سازی را نمی‌پذیرم» بود. به گفته منتقدان در دوره مسئولیت اردکانیان در وزارت نیرو نه تولید و تأمین برق و آب توسعه قابل ذکری یافت و نه مصرف مدیریت شد.

## زندگی‌نامه
رضا اردکانیان در سال ۱۳۳۷ در شهر یزد زاده شد. دوره ابتدایی را در اصفهان سپری کرد و بخشی از دوره دبیرستان را در تهران و بخشی دیگر را در یزد به اتمام رساند.
او در سال ۱۳۶۲ کارشناسی مهندسی عمران را از دانشگاه صنعتی شریف اخذ نمود. وی فعالیت شغلی خود را از وزارت کشور آغاز کرد و از ۱۳۶۴ تا ۱۳۶۶ ریاست دفتر وزیر کشور وقت؛ علی‌اکبر محتشمی‌پور را برعهده داشت و در فاصله سالهای ۱۳۶۶ تا ۱۳۶۸ نیز به عنوان معاون امور عمرانی وزیر کشور فعالیت می‌کرد. او از ۱۳۶۸ تا ۱۳۷۰ معاون برنامه‌ریزی و هماهنگی امور اقتصادی وزیر نیرو بود.
اردکانیان از سال ۱۳۷۰ تحصیلات تکمیلی خود را آغاز کرد و در سال ۱۳۷۲ کارشناسی ارشد مهندسی منابع آب و در ۱۳۷۶ دکتری مدیریت منابع آب را از دانشگاه مک مستر (کانادا) دریافت نمود.

## سوابق پژوهشی
- مدیر مؤسس انستیتو دانشگاه سازمان ملل UNU-FLORES در زمینهٔ مدیریت بهم پیوسته منابع زیست‌محیطی آب، خاک و پسماند[۱۴]
- عضو هیئت علمی دانشگاه صنعتی شریف (۱۳۷۸-اکنون)[۲]
- استاد تمام دانشگاه فنی درسدن آلمان، دانشکده علوم محیط زیست (۱۳۹۳-اکنون)[۱۵]
- هییت امنا دانشگاه صنعتی شریف (۱۳۷۸ – ۱۳۸۴)[۱۶]
- استاد مدعو دانشگاه بن، دانشکده کشاورزی (۱۳۸۷ – ۱۳۹۰)
- مدیر مؤسس مجله تحقیقات منابع آب ایران (۱۳۸۳ – ۱۳۹۰)
- عضو هیئت تحریریه ژورنال بین‌المللی برق آبی‌ها (۱۳۸۱ - اکنون)
- هیئت امنا دانشگاه صنعت آب برق - شهید عباسپور (۱۳۸۰ – ۱۳۸۴)
- رئیس انجمن علوم و مهندسی منابع آب ایران (۱۳۸۰ – ۱۳۸۶)[۱۷]

## معاونت وزارت کشور
رضا اردکانیان از مهرماه سال ۱۳۶۴ به عنوان مشاور و مسئول دفتر وزیر کشور با علی اکبر محتشمی‌پور همکاری‌اش را آغاز کرد، که تا دو سال در این سمت و سپس از ۱۳۶۶ تا ۱۳۶۸ به عنوان معاون امور محلی و عمران شهری وزیر کشور فعال بود. تغییر ساختار معاونت امور محلی و عمران شهری به معاونت هماهنگی امور عمرانی وزارت کشور جز کارنامه فعالیت این دوره وی محسوب می‌شود. تغییر ساختار معاونت مزبور به دلیل دور نگاه داشتن وزارت کشور در ستاد و معاونت‌ها در استانداری‌ها از مدیریت تفضیلی امور شهرداری‌ها بود، تا زمینه برای اجراء قانون شوراها و تشکیل شوراهای اسلامی شهرها فراهم شود.

## معاونت وزارت نیرو
از نیمه سال ۱۳۶۸ و در پایان دولت میرحسین موسوی در وزارت نیرو (دوره بیژن نامدار زنگنه) همکاری خود را با تأسیس و اداره معاونت برنامه‌ریزی و هماهنگی امور اقتصادی این وزارتخانه، تا سال ۱۳۶۹ ادامه داد. این معاونت به منظور ایجاد هماهنگی بیشتر بین بخش‌های ستادی حوزه برق و آب وزارت نیرو بود. در ابتدای دولت محمد خاتمی در سال ۱۳۷۷، از سوی وی برای همکاری با دولت وقت، دعوت شد و به عنوان قائم‌مقام وزارت نیرو در دوره حبیب‌الله بیطرف از ۱۳۷۷ ت ۱۳۸۰ فعالیت نمود. در دولت دوم محمد خاتمی از سال ۱۳۸۰ تا ۱۳۸۴ به عنوان معاون وزیر نیرو در امور آب، مدیرعامل و رئیس هیئت مدیره شرکت مدیریت منابع آب ایران به همکاری خود ادامه داد. در این دوره با نظر و مسئولیت ارکانیان استانی شدن مدیریت منابع آب و همچنین ایجاد شورای عالی آب که موجب خارج شدن اختیار و تمرکز مدیریت منابع آب و بازار آن از وزارت نیرو بود انجام شد.
در بخش فعالیت‌های برون‌مرزی آب کشور و آنچه که امروز از آن به عنوان «دیپلماسی آبی» یاد می‌شود، در این دوره می‌توان به عملیاتی نمودن معاهده هیرمند در همکاری نزدیک با کشور افغانستان، احداث و به بهره‌برداری رساندن سد دوستی در همکاری با ترکمنستان، احداث سد خداآفرین بر روی رودخانه مرزی با جمهوری آذربایجان و نیز مهار آبهای مرزی در غرب کشور نام برد.
از اقدامات انجام شده در دوره معاونت آب اردکانیان در وزارت نیرو می‌توان به:
- سیاست‌های کلی نظام مصوب مجمع تشخیص مصلحت نظام
- راهبردهای بلندمدت توسعه منابع آب کشور مصوبه هیئت وزیران[۱۸]
- سیاست‌های کلی ناظر بر برنامه چهارم توسعه[۱۹]
- شناسایی عرصه مدیریت آب به عنوان یک «فرابخش» توسط هیئت وزیران و تصویب «سند ملی فرابخشی مدیریت منابع آب»
- مصوبه هیئت وزیران در خصوص تشکیل کمیسیون آبهای مرزی و منابع آب مشترک در هیئت وزیران و اجازه تأسیس «مرکز ملی مطالعات آب‌های مرزی»
- مصوبات شورایعالی امنیت ملی در خصوص «رفع آلودگی منابع اب» و «مهار آبهای مرزی»

بود. همچنین از جملهٔ دیگر فعالیت‌های دوره معاونت آب او در وزارت نیرو، استقرار شرکت مادر تخصصی منابع آب کشور و تأسیس مرکز تحقیقات آب کشور بود.

## همکاری با سازمان ملل متحد
از سال ۱۳۸۶ تا پایان ۱۳۹۴ رضا اردکانیان به عنوان مدیر مؤسس دفتر دهه بین‌المللی آب سازمان ملل متحد در شهر بن، آلمان دفتر UN-WATER، مشغول به کار بود. در این مدت همکاری مستقیمی با همهٔ آژانس‌های سازمان ملل که در فعالیت‌های آب، بهداشت و محیط زیست فعال هستند، شکل داد که در نتیجه آن ۱۷۵ پروژه ظرفیت سازی عمدتاً در مناطق در حال توسعه دنیا به اجرا درآمد.
در سال ۱۳۹۱ از طرف معاون دبیرکل سازمان ملل و رئیس دانشگاه این سازمان، تأسیس انیستیتوی جدیدی از دانشگاه سازمان ملل در زمینه مدیریت منابع و زیست‌محیطی (آب، خاک، پسماند) به او محول شد که به عنوان مدیر مؤسس این انستیتو در شهر درسدن، آلمان مشغول به کار است. برای اولین بار پس از تأسیس دانشگاه سازمان ملل در سال ۱۹۷۳ این دانشگاه با مجوز مجمع عمومی سازمان ملل، نسبت به ارائه دوره‌های تحصیلات تکمیلی و صدور مدرک اقدام نموده است، که در پی آن این انستیتو توانست که دوره دکترای مشترک با دانشگاه فنی درسدن را راه‌اندازی نماید. به همین دلیل وی از سال ۱۳۹۳ به عنوان استاد تمام منتخب (co-opted) دانشکده علوم محیط زیستی دانشگاه فنی درسدن منصوب شده است.

## وزارت نیرو
حسن روحانی، اردکانیان را در مهر ۱۳۹۶ به عنوان وزیر نیرو برای کسب رای اعتماد به مجلس شورای اسلامی معرفی کرد. وی در ۷ آبان ۱۳۹۶ با ۲۲۵ رای موافق، ۳۸ رای مخالف و ۱۳ رای ممتنع، از مجموع ۲۷۶ رای ماخوذه، به عنوان وزیر نیروی دولت دوازدهم انتخاب شد. در این دوره وزارت نیرو طرح «برق و آب امید» را اجرا کرد که شامل رایگان کردن قبض آب و برق ۸٫۴ میلیون با هدف اعلامی مشوق کاهش مصرف شدن اینکار بود که هدف داشت این جمعیت را به ۳۰ میلیون نفر برساند. رئیس جمهور در روز معارفه عمومی این طرح وزارت نیرو می‌گوید: «امروز هم با اجازه جنابعالی در دولت مصوبه‌ای داشتیم که برای حدود ۳۰ میلیون جمعیت ایرانی که خانواده‌هایی هستند که مصرف برق‌شان زیاد نیست و جزو لیست کم‌مصرف‌ها هستند برای کم‌مصرف‌ها تصمیم گرفتیم که پولی برای برق پرداخت نکنند به شرط اینکه در همان رده کم‌مصرف باقی بمانند. حتی گروه میانه مصرف هم می‌تواند با کاهش مصرف، وارد این لیست شود. بنابراین برای اولین بار بعد از انقلاب می‌توانیم اعلام کنیم که برق مستضعفین جامعه ‌مجانی خواهد بود.»

## سایر فعالیت‌ها
- سرپرست معاونت اروپایی دانشگاه سازمان ملل متحد، بن-آلمان (۱۳۸۸ – ۱۳۹۰)[۲۴]
- مشاور ویژه معاون دبیرکل سازمان ملل در آسیای مرکزی (۱۳۸۷ – ۱۳۹۱)
- هماهنگ‌کننده کارگروه برنامه‌ریزی و سازماندهی دهه جدید بین‌المللی آب، مصوب مجمع عمومی سازمان ملل متحد (۱۳۹۷ – ۱۴۰۷)
- عضویت کمیته علمی WMO در برنامه پژوهش تغییر اقلیم (۱۳۸۶ – ۱۳۹۰)
- عضویت شورای حکام مؤسسه آموزشی آب یونسکو UNESCO-IHE، دلفت-هلند (۱۳۸۲–۱۳۸۶)
- عضویت شورای بین‌الدول UNESCO-IHP، پاریس، فرانسه (۱۳۸۱ – ۱۳۸۴)
- معاون هییت رئیسه UNESCO-IHP، پاریس، فرانسه (۱۳۸۱ – ۱۳۸۳)

### فعالیت‌های بین‌المللی
- رئیس کمیته ملی آبیاری و زهکشی ایران (۱۳۸۰ – ۱۳۸۴)
- عضویت هیئت مدیره IHA، انجمن بین‌المللی برق آبی‌ها (۱۳۸۳ – ۱۳۸۵)[۲۵]

### فعالیت‌های منطقه‌ای
- مدیر مؤسس مرکز منطقه‌ای مدیریت آب شهری تحت پوشش یونسکو در تهران - RCUWM با مشارکت ۱۱ کشور در سطح وزرای آب و محیط زیست و سازمان‌های بین‌المللی (۱۳۸۱)
- مشارکت در تأسیس مرکز بین‌المللی قنات و سازه‌های تاریخی هیدرولیکی تحت پوشش یونسکو در یزد (۱۳۸۳)[۲۶]

مرکز RCUWM که در حال حاضر نیز فعال است، در آن زمان توانست پروژه‌های مشترک همکاری در بخش آب با کشورهای منطقه از جمله عمان، افغانستان و تاجیکستان را به انجام برساند. از جملهٔ این پروژه‌ها، تهیه طرح جامع آب در حوضه آبریز کابل و نیز انتقال آب آشامیدنی به شهر زرنج، مرکز ایالت نیمروز افغانستان بود، که با همکاری دستگاه‌های ستادی از جمله وزارت امور خارجه و نهاد ریاست جمهوری، زمینه‌ساز اجرای عملی معاهدهٔ متوقف شدهٔ هیرمند، پس از ۳۰ سال شد و در پی امضای یادداشت تفاهم همکاری بین روسای جمهور ایران و افغانستان، برای اولین بار پس از امضای معاهده در ۱۹۵۱، کمیساریای مشترک رودخانه هیرمند تشکیل و تعهد افغانستان در تأمین حقابهٔ ایران از رودخانه هیرمند با رعایت ترتیبات فنی عملیاتی گردید. مدل تأسیس مرکز منطقه‌ای مدیریت آب شهری در تهران توسط یونسکو در سایر نقاط جهان نیز به کار گرفته شد و هم اینک تعداد زیادی از این مراکز در مناطق مختلف تأسیس و مشغول به فعالیت می‌باشند.

## تألیفات
اردکانیان تألیف و ویرایش حدود ۱۰۰ اثر چاپ شده شامل مقالات و کتب علمی، گزارش‌های پژوهشی، مطالب آموزشی و مقالات رسانه‌ای را در کارنامه خود دارد، که برخی از آن‌ها عبارتند از:
- Environmental Resource Management and the Nexus Approach: Managing Water, Soil, and Waste in the Context of Global Change, ed. Hettiarachchi, Hiroshan and Ardakanian, Reza (Switzerland: Springer International Publishing, 2016)[۳۰]
- Safe use of Wastewater in Agriculture: Good Practice Examples, ed. Hettiarachchi, Hiroshan and Ardakanian, Reza (Dresden: United Nations University Institute for Integrated Management of Material Fluxes and of Resources (UNU-FLORES), 2016)[۳۱]
- Governing the Nexus: Water, Soil and Waste Resources Considering Global Change, ed. Kurian, Mathew and Ardakanian, Reza (Switzerland: Springer International Publishing, 2015)[۳۲]
- Avellán, Tamara, Ardakanian, Reza, Perret, Sylvain R. , Ragab, Ragab, Vlotman, Willem, Zainal, Hayati, Im, Sangjun and Gany, Hafied A. (2017). Considering Resources beyond Water: Irrigation and Drainage Management in the Context of the Water–Energy–Food Nexus. Irrigation and Drainage, 1-10[۳۳]
- Avellán, Tamara, Ardakanian, Reza and Gremillion, Paul (2017). The Role of Constructed Wetlands for Biomass Production within the Water-Soil-Waste Nexus. Water Science & Technology, 75(10), 2237-2245[۳۴]
- Ardakanian, Reza (2016). Why a New Water Decade is Key to Meeting the World’s Development Needs. theconversation.com[۳۵]
- Ardakanian, Reza and Hülsmann, Stephan, “Impact of Global Change on World Heritage and on Environmental Resources: The Need for an Integrated Management Approach” in Climate Change as a Threat to Peace: Impacts on Cultural Heritage and Cultural Diversity, ed. von Schorlemer, Sabine and Maus, Sylvia (Frankfurt am Main: Peter Lang GmbH – International Academic Publishers,2014), 101-117[۳۶]